# 2015–2016-os magyar női kézilabda-bajnokság (első osztály)
A 2015–2016-os magyar női kézilabda-bajnokság első osztálya a bajnokság 65. kiírása. A szezon 2015. szeptember 2-án kezdődött, és 2016 májusában ért véget. A bajnokság címvédője az FTC-Rail Cargo Hungaria csapata.
Az alapszakaszt a Győri Audi ETO KC nyerte, amely azonos pontszámmal végzett a második helyezett FTC-vel, az egymás elleni mérkőzéseiken elért gólkülönbség a győri csapatnak kedvezett. A döntőt is ez a két csapat vívta, ahol kettős győzelemmel a Győri Audi ETO KC bizonyult jobbnak, így megszerezte a csapat 12. bajnoki címét.
A bajnokságból ebben a szezonban nem esett ki egyetlen csapat sem, mivel a következő szezontól a résztvevők számát 14-re bővítették.

## Részt vevő csapatok

### Az induló csapatok
| Klub név                  | Székhely        | Előző szezon |
| ------------------------- | --------------- | ------------ |
| EUbility Group Békéscsaba | Békéscsaba      |              |
| Budaörs Handball          | Budaörs         |              |
| Dunaújvárosi Kohász KA    | Dunaújváros     |              |
| DVSC-TVP 1                | Debrecen        |              |
| ÉRD                       | Érd             |              |
| FKC                       | Székesfehérvár  |              |
| FTC-Rail Cargo Hungaria   | Budapest        |              |
| Győri Audi ETO KC         | Győr            |              |
| Mosonmagyaróvári KC SE    | Mosonmagyaróvár |              |
| MTK Budapest ²            | Budapest        |              |
| Siófok KC                 | Siófok          |              |
| Ipress-Center Vác         | Vác             |              |

A bajnokság címvédője kiemelve.

## Lebonyolítási rendszer
A bajnokság lebonyolítási rendszere kis mértékben változott az előző idényhez képest. A bajnokságban részt vevő 12 csapat az alapszakaszban kezd körmérkőzéses rendszerben. Az azonos pontszámmal végző csapatok sorrendjének eldöntéséhez az egymás elleni mérkőzéseket veszik figyelembe. Az alapszakasz első nyolc helyezettje jut be a rájátszásba, ahol oda-visszavágó alapján dől el a továbbjutás.
Az alapszakaszban 9-12. helyezett csapatok az egymás ellen elért eredményeiket továbbviszik és egy négyes csoportban körmérkőzéses rendszerben döntik el a helyezések sorsát.

## Az alapszakasz

### Tabella
| #   | Csapat                    | M  | Gy | D | V  | G+  | G–  | Gk   | P  |
| --- | ------------------------- | -- | -- | - | -- | --- | --- | ---- | -- |
| 1.  | Győri Audi ETO KC         | 22 | 20 | 1 | 1  | 719 | 457 | +262 | 41 |
| 2.  | FTC-Rail Cargo Hungaria   | 22 | 20 | 1 | 1  | 703 | 507 | +196 | 41 |
| 3.  | Dunaújvárosi Kohász KA    | 22 | 14 | 3 | 5  | 621 | 556 | +65  | 31 |
| 4.  | Siófok KC                 | 22 | 15 | 1 | 6  | 590 | 555 | +35  | 31 |
| 5.  | ÉRD                       | 22 | 14 | 0 | 8  | 614 | 526 | +88  | 28 |
| 6.  | DVSC-TVP                  | 22 | 10 | 0 | 12 | 567 | 555 | +12  | 20 |
| 7.  | Ipress-Center Vác         | 22 | 10 | 0 | 12 | 571 | 594 | –23  | 20 |
| 8.  | FKC                       | 22 | 9  | 1 | 12 | 548 | 538 | +10  | 19 |
| 9.  | MTK Budapest              | 22 | 6  | 3 | 13 | 504 | 623 | –119 | 15 |
| 10. | EUbility Group Békéscsaba | 22 | 4  | 1 | 17 | 544 | 700 | –156 | 9  |
| 11. | Mosonmagyaróvári KC SE    | 22 | 2  | 1 | 19 | 496 | 617 | –121 | 5  |
| 12. | Budaörs Handball          | 22 | 2  | 0 | 20 | 477 | 714 | –237 | 4  |

### Eredmények
| Hazai \ Vendég1           | BUD   | DUN   | DVS   | ÉRD   | EUB   | FKC   | FTC   | GYŐ   | IPR   | MOS   | MTK   | SIÓ   |
| Budaörs                   |       | 22–36 | 23–35 | 22–34 | 24–19 | 14–34 | 25–36 | 19–36 | 30–41 | 23–21 | 26–34 | 24–32 |
| Dunaújvárosi Kohász KA    | 37–28 |       | 28–24 | 21–20 | 37–22 | 28–26 | 29–29 | 27–27 | 29–26 | 31–24 | 33–23 | 28–20 |
| DVSC-TVP                  | 33–13 | 26–24 |       | 28–29 | 36–24 | 21–19 | 18–30 | 19–28 | 28–21 | 33–23 | 35–12 | 21–30 |
| ÉRD                       | 34–20 | 33–26 | 32–20 |       | 48–31 | 32–23 | 26–27 | 27–36 | 16–18 | 23–18 | 37–30 | 24–25 |
| EUbility Group Békéscsaba | 31–18 | 28–36 | 28–30 | 20–25 |       | 20–33 | 22–41 | 22–31 | 28–23 | 29–27 | 26–26 | 20–29 |
| FKC                       | 28–21 | 20–20 | 29–27 | 17–21 | 34–24 |       | 28–34 | 20–31 | 23–28 | 25–19 | 25–23 | 29–23 |
| FTC-Rail Cargo Hungaria   | 39–17 | 32–22 | 32–24 | 30–19 | 39–22 | 28–20 |       | 29–28 | 27–21 | 30–20 | 36–22 | 29–25 |
| Győri Audi ETO KC         | 31–14 | 28–20 | 34–17 | 27–26 | 39–19 | 32–24 | 33–22 |       | 38–22 | 35–16 | 38–16 | 29–26 |
| Ipress-Center Vác         | 33–23 | 24–28 | 32–28 | 20–27 | 34–26 | 27–25 | 23–36 | 20–33 |       | 33–25 | 20–21 | 24–26 |
| Mosonmagyaróvári KC SE    | 27–26 | 25–28 | 19–25 | 20–24 | 30–19 | 22–24 | 18–34 | 21–41 | 24–29 |       | 20–20 | 27–31 |
| MTK Budapest              | 28–19 | 22–28 | 27–22 | 19–33 | 29–32 | 21–19 | 21–37 | 12–27 | 26–29 | 24–23 |       | 25–25 |
| Siófok KC                 | 35–26 | 27–25 | 18–17 | 28–24 | 34–26 | 24–21 | 24–26 | 19–37 | 26–23 | 30–27 | 33–23 |       |

Utolsó felvett mérkőzés dátuma: 2016. április 5. 
Forrás: MKSZ adatbank 
1A hazai csapatok a bal oldali oszlopban szerepelnek.
Színek: Zöld = hazai győzelem; Sárga = döntetlen; Piros = vendéggyőzelem.
 

## Mérkőzések

### Rájátszás

#### Negyeddöntők
| 2016. április 12. 18:00 | FTC-Rail Cargo Hungaria | 33-23       | Ipress-Center Vác | Elek Gyula Aréna, Budapest Nézőszám: 400 Játékvezetők: Kékes, Kékes |
| 2016. április 12. 18:00 | Hornyák 7               | (19-9)      | Bašić 6           | Elek Gyula Aréna, Budapest Nézőszám: 400 Játékvezetők: Kékes, Kékes |
| 2016. április 12. 18:00 | 3× 3×                   | Jegyzőkönyv | 4× 3×             | Elek Gyula Aréna, Budapest Nézőszám: 400 Játékvezetők: Kékes, Kékes |

| 2016. április 13. 18:00 | Győri Audi ETO KC | 32-20       | FKC     | Audi Aréna, Győr Nézőszám: 1983 Játékvezetők: Haraszti, Nachtmann |
| 2016. április 13. 18:00 | Løke 6            | (15-8)      | Csáki 5 | Audi Aréna, Győr Nézőszám: 1983 Játékvezetők: Haraszti, Nachtmann |
| 2016. április 13. 18:00 | 4× 3×             | Jegyzőkönyv | 4× 3×   | Audi Aréna, Győr Nézőszám: 1983 Játékvezetők: Haraszti, Nachtmann |

| 2016. április 13. 18:00 | Dunaújvárosi Kohász KA | 29-24       | DVSC-TVP   | Dunaújvárosi Sportcsarnok, Dunaújváros Nézőszám: 800 Játékvezetők: Tomecskó-Hunyadi, Unyatinszki |
| 2016. április 13. 18:00 | Kovács 8               | (12-15)     | Klikovac 7 | Dunaújvárosi Sportcsarnok, Dunaújváros Nézőszám: 800 Játékvezetők: Tomecskó-Hunyadi, Unyatinszki |
| 2016. április 13. 18:00 | 3× 4×                  | Jegyzőkönyv | 8× 4×      | Dunaújvárosi Sportcsarnok, Dunaújváros Nézőszám: 800 Játékvezetők: Tomecskó-Hunyadi, Unyatinszki |

| 2016. április 13. 18:00 | Siófok KC  | 32-30       | ÉRD            | Beszédes József Általános Iskola, Siófok Nézőszám: 600 Játékvezetők: Dobrovits, Tájok |
| 2016. április 13. 18:00 | González 6 | (18-13)     | Krpež Slezak 8 | Beszédes József Általános Iskola, Siófok Nézőszám: 600 Játékvezetők: Dobrovits, Tájok |
| 2016. április 13. 18:00 | 4× 1×      | Jegyzőkönyv | 4× 2×          | Beszédes József Általános Iskola, Siófok Nézőszám: 600 Játékvezetők: Dobrovits, Tájok |

| 2016. április 15. 18:00 | FKC     | 25-34       | Győri Audi ETO KC | KÖFÉM Sportcsarnok, Székesfehérvár Nézőszám: 900 Játékvezetők: Felhő, Öcsi |
| 2016. április 15. 18:00 | Mayer 5 | (15-17)     | Amorim, Løke 6    | KÖFÉM Sportcsarnok, Székesfehérvár Nézőszám: 900 Játékvezetők: Felhő, Öcsi |
| 2016. április 15. 18:00 | 4× 3×   | Jegyzőkönyv | 5× 4×             | KÖFÉM Sportcsarnok, Székesfehérvár Nézőszám: 900 Játékvezetők: Felhő, Öcsi |

| 2016. április 16. 18:00 | Ipress-Center Vác | 23-25       | FTC-Rail Cargo Hungaria | Váci Városi Sportcsarnok Nézőszám: 500 Játékvezetők: Horváth, Marton |
| 2016. április 16. 18:00 | Bašić, Jovetić 5  | (10-14)     | Lukács 8                | Váci Városi Sportcsarnok Nézőszám: 500 Játékvezetők: Horváth, Marton |
| 2016. április 16. 18:00 | 2× 3×             | Jegyzőkönyv | 5× 3×                   | Váci Városi Sportcsarnok Nézőszám: 500 Játékvezetők: Horváth, Marton |

| 2016. április 20. 18:00 | DVSC-TVP | 28-23       | Dunaújvárosi Kohász KA | Hódos Imre Sportcsarnok, Debrecen Nézőszám: 1800 Játékvezetők: Hargitai, Markó |
| 2016. április 20. 18:00 | Kudor 9  | (14-14)     | Kovács 12              | Hódos Imre Sportcsarnok, Debrecen Nézőszám: 1800 Játékvezetők: Hargitai, Markó |
| 2016. április 20. 18:00 | 3× 3×    | Jegyzőkönyv | 6× 3×                  | Hódos Imre Sportcsarnok, Debrecen Nézőszám: 1800 Játékvezetők: Hargitai, Markó |

| 2016. április 20. 18:00 | ÉRD             | 34-29       | Siófok KC  | Érd Aréna Nézőszám: 1700 Játékvezetők: Herczeg, Südi |
| 2016. április 20. 18:00 | Krpež Slezak 13 | (19-12)     | Elghaoui 9 | Érd Aréna Nézőszám: 1700 Játékvezetők: Herczeg, Südi |
| 2016. április 20. 18:00 | 3× 2×           | Jegyzőkönyv | 6× 4×      | Érd Aréna Nézőszám: 1700 Játékvezetők: Herczeg, Südi |

#### Elődöntők
| 2016. április 24. 18:00 | Győri Audi ETO KC | 42-26       | ÉRD            | Audi Aréna, Győr Nézőszám: 2708 Játékvezetők: Bíró, Kiss |
| 2016. április 24. 18:00 | Løke, Sulland 7   | (22-14)     | Krpež Slezak 6 | Audi Aréna, Győr Nézőszám: 2708 Játékvezetők: Bíró, Kiss |
| 2016. április 24. 18:00 | 3× 3×             | Jegyzőkönyv | 4× 3×          | Audi Aréna, Győr Nézőszám: 2708 Játékvezetők: Bíró, Kiss |

| 2016. április 27. 18:00 | FTC-Rail Cargo Hungaria | 31-24       | DVSC-TVP | Elek Gyula Aréna, Budapest Nézőszám: 600 Játékvezetők: B. Pech, Vágvölgyi |
| 2016. április 27. 18:00 | Pena 7                  | (16-11)     | Siska 7  | Elek Gyula Aréna, Budapest Nézőszám: 600 Játékvezetők: B. Pech, Vágvölgyi |
| 2016. április 27. 18:00 | 3× 3×                   | Jegyzőkönyv | 8× 2×    | Elek Gyula Aréna, Budapest Nézőszám: 600 Játékvezetők: B. Pech, Vágvölgyi |

| 2016. május 11. 18:00 | DVSC-TVP | 25-26       | FTC-Rail Cargo Hungaria | Hódos Imre Sportcsarnok, Debrecen Játékvezetők: Nagy, Túróczy |
| 2016. május 11. 18:00 | Garbuz 6 | (11-14)     | Pena 6                  | Hódos Imre Sportcsarnok, Debrecen Játékvezetők: Nagy, Túróczy |
| 2016. május 11. 18:00 | 1× 3×    | Jegyzőkönyv | 2× 3×                   | Hódos Imre Sportcsarnok, Debrecen Játékvezetők: Nagy, Túróczy |

| 2016. május 12. 18:00 | ÉRD                      | 24-27       | Győri Audi ETO KC    | Érd Aréna, Érd Nézőszám: 1600 Játékvezetők: Medve, Nagy |
| 2016. május 12. 18:00 | Klivinyi, Krpež Slezak 5 | (14-12)     | Görbicz, Kovacsics 5 | Érd Aréna, Érd Nézőszám: 1600 Játékvezetők: Medve, Nagy |
| 2016. május 12. 18:00 | 1× 3×                    | Jegyzőkönyv | 3× 3×                | Érd Aréna, Érd Nézőszám: 1600 Játékvezetők: Medve, Nagy |

#### Bronzmérkőzés
| 2016. május 19. 19:00 | ÉRD            | 25-21       | DVSC-TVP | Érd Aréna, Érd Nézőszám: 1500 Játékvezetők: Hargitai, Markó |
| 2016. május 19. 19:00 | Krpež Slezak 9 | (15-8)      | Garbuz 7 | Érd Aréna, Érd Nézőszám: 1500 Játékvezetők: Hargitai, Markó |
| 2016. május 19. 19:00 | 4× 3×          | Jegyzőkönyv | 3× 3×    | Érd Aréna, Érd Nézőszám: 1500 Játékvezetők: Hargitai, Markó |

| 2016. május 26. 18:00 | DVSC-TVP | 20-21       | ÉRD            | Hódos Imre Sportcsarnok, Debrecen Játékvezetők: Bán, Szloska |
| 2016. május 26. 18:00 | Kudor 7  | (13-10)     | Krpež Slezak 6 | Hódos Imre Sportcsarnok, Debrecen Játékvezetők: Bán, Szloska |
| 2016. május 26. 18:00 | 3× 3×    | Jegyzőkönyv | 3× 3×          | Hódos Imre Sportcsarnok, Debrecen Játékvezetők: Bán, Szloska |

#### Döntő
| 2016. május 19. 17:00 | Győri Audi ETO KC | 26-22       | FTC-Rail Cargo Hungaria | Audi Aréna, Győr Nézőszám: 4387 Játékvezetők: Bacs, Bóna |
| 2016. május 19. 17:00 | Görbicz 7         | (11-6)      | Kovacsicz 7             | Audi Aréna, Győr Nézőszám: 4387 Játékvezetők: Bacs, Bóna |
| 2016. május 19. 17:00 | 2× 2×             | Jegyzőkönyv | 4× 3×                   | Audi Aréna, Győr Nézőszám: 4387 Játékvezetők: Bacs, Bóna |

| 2016. május 24. 18:00 | FTC-Rail Cargo Hungaria | 21-27       | Győri Audi ETO KC | Elek Gyula Aréna, Budapest Nézőszám: 1200 Játékvezetők: Dobrovits, Tájok |
| 2016. május 24. 18:00 | Pena 7                  | (9-9)       | Amorim 6          | Elek Gyula Aréna, Budapest Nézőszám: 1200 Játékvezetők: Dobrovits, Tájok |
| 2016. május 24. 18:00 | 2× 4×                   | Jegyzőkönyv | 5× 3×             | Elek Gyula Aréna, Budapest Nézőszám: 1200 Játékvezetők: Dobrovits, Tájok |

## Góllövőlista
| Ssz. | Gól | Név                   | Csapat                  |
| ---- | --- | --------------------- | ----------------------- |
| 1.   | 204 | Katarina Krpež Slezak | ÉRD                     |
| 2.   | 177 | Kovács Anna           | Dunaújvárosi Kohász KA  |
| 3.   | 140 | Klivinyi Kinga        | ÉRD                     |
| 4.   | 134 | Triscsuk Krisztina    | Dunaújvárosi Kohász KA  |
| 5.   | 127 | Földes Kata           | Budaörs                 |
| 5.   | 127 | Kudor Kitti           | DVSC-TVP                |
| 7.   | 125 | Erdősi Ildikó         | Siófok KC               |
| 7.   | 125 | Szekerczés Luca       | FTC-Rail Cargo Hungaria |
| 9.   | 121 | Maria Garbuz          | DVSC-TVP                |
| 10.  | 116 | Heidi Løke            | Győri Audi ETO KC       |